# Ivan Kovalev
Ivan Alexandrovich Kovalev (em russo:  Иван Александрович Ковалёв; nascido em 26 de julho de 1986) é um ciclista profissional russo.
Tornou-se profissional em 2006 e compete em provas tanto de pista, quanto de estrada.
Com a equipe russa de ciclismo, Kovalyov terminou em quarto lugar na perseguição por equipes de 4 km nos Jogos Olímpicos de Verão de 2012 em Londres.